# The Rescue
The Rescue (pol. Ratunek) – trzecia historia drugiego sezonu brytyjskiego serialu science-fiction pt. Doktor Who, składająca się z dwóch odcinków, emitowanych w częstotliwości raz na tydzień. Pierwszy odcinek miał swoją premierę 2 stycznia 1965, natomiast drugi, 9 stycznia 1965, oba były emitowane na kanale BBC1. Scenariusz historii napisał David Whitaker, a reżyserem był Christopher Barry.
The Rescue był produkowany w sześcioodcinkowym bloku, wraz z historią The Romans. Próby i nagrania odbywały się od 30 listopada do 11 grudnia 1964, w całości w studiu. Odcinki te osiągnęły oglądalność kolejno 12 i 13 milionów widzów i zostały zasadniczo dobrze przyjęte przez krytyków, którzy chwalili skierowanie akcji na postacie, choć pojawiały się głosy negatywne, mówiące o dziurach w fabule. Oba odcinki zachowały się w archiwum BBC, a jako całość doczekały się beletryzacji i wydania zarówno na VHS, jak i na DVD. Historia ta była pierwszą historią w serialu z udziałem Maureen O’Brien w roli Vicki.

## Opis fabuły
TARDIS ląduje na planecie Dido, gdzie jego załoga, Doktor, Ian i Barbara znajdują dwóch mieszkańców rozbitego statku kosmicznego: Vicki i Bennetta. Cała załoga ich statku, poza nimi, została zamordowana przez tajemniczego potwora, Koquilliona. Wkrótce okazje się, że potworem tym jest sam Bennett i to on zamordował całą załogę. Zaraz po odkryciu drugiego wcielenia Bennetta, spada on z dużej wysokości, przez co umiera, natomiast Vicki, w związku, że została sama, dostaje propozycje od Doktora zastąpienia jego wnuczki, Susan, która niedawno odeszła od Doktora i wspólnego podróżowania, na co ona się zgadza.

## Emisja
| Odcinek              | Data premiery   | Czas  | Oglądalność (w milionach) | Archiwum |
| -------------------- | --------------- | ----- | ------------------------- | -------- |
| „The Powerful Enemy” | 2 stycznia 1965 | 26:15 | 12,0                      | 16mm t/r |
| „Desperate Measures” | 9 stycznia 1965 | 24:36 | 13,0                      | 16mm t/r |
| [ 13 ] [ 14 ] [ 1 ]  |                 |       |                           |          |

Dwa odcinki, należące do tej historii, wyemitowano tydzień po tygodniu, 2 i 9 stycznia. Pierwszy odcinek pt. „The Powerful Enemy” obejrzało 12 milionów widzów i był jedenastym najczęściej oglądanym programem w brytyjskiej telewizji tego tygodnia. Drugi odcinek pt. „Desperate Measures” obejrzało 13 milionów widzów i był ósmym najczęściej oglądanym programem w brytyjskiej telewizji tego tygodnia. Średnia oglądalność była zdecydowanie wyższa niż w poprzedniej historii pt. The Dalek Invasion of Earth.
13 grudnia 1966 roku wydano zakaz wycierania nagrań, który dotyczył m.in. odcinków z tej historii. Mimo to, 17 sierpnia 1967 wymazano nagranie z pierwszego odcinka, natomiast 31 stycznia 1969 wymazano nagranie z drugiego odcinka. Na szczęście, BBC Enterprises zachowało oba odcinki i w 1978 zwróciło je archiwum BBC.

## Odbiór
Paul Cornell, Martin Day i Keith Topping, pisząc książkę pt. The Discontinuity Guide (1995), napisali o tej historii: „Jako podłoże do wprowadzenia nowego towarzysza, The Rescue jest zbyt błahe, aby utrzymać jakiekolwiek zainteresowanie”. W The Television Companion z 1998 roku David J. Howe i Stephen James Walker opisali historię jako „jeden z najlepszych przykładów kierowania fabuły przez postacie w tym okresie historii serialu”. Podczas oglądania tych odcinków zauważyli oni kilka niewyjaśnionych części fabuły, ale czuli, że historia ta jest wiarygodna i dodali, że „faktycznie Vicki skradła tutaj całe show”. W 2008 Patrick Mulkern z Radio Times opisał The Rescue jako „zaniedbany klejnot” z mocnym debiutem Vicki i wieloma poprawami pod względem produkcyjnym. Piszący dla DVD Talk w 2009 Stuart Galbraith opisał historię jako „dość mocną” z „inteligentnym, choć nieco przewidywalnym momentem kulminacyjnym i rozwiązaniem”.

## Wydania komercyjne

### Beletryzacje
Beletryzacja tej historii, napisana przez Iana Martera została wydana w sierpniu 1987 przez wydawnictwo Target Books. Marter zmarł, zanim ukończył rękopis, dlatego Nigel Robinson dokończył pisanie książki i w formie edytowanej przez Robinsona została ona wydana. Dodatkowo 1 sierpnia 2013 przez wydawnictwo AudioGO, został wydany audiobook do tej książki. Rolę lektora w tym audiobooku przejęła Maureen O’Brien.

### Nośniki domowe
The Rescue został wydany wraz z historią The Romans na VHS 5 września 1994.
Historia ta, na DVD została wydana ponownie z historią The Romans, w regionie drugim – 23 lutego 2009, w regionie czwartym – 2 kwietnia 2009, a w regionie pierwszym – 7 lipca 2009.